# Phytoptus avellanae
Ériophyide du noisetier, Phytopte du noisetier
Espèce
Synonymes
- Acarus pseudogallarum Vallot, 1836[2]
- Eriophyes avellanae Nalepa, 1889[2]
- Phytocoptella avellanae Nalepa[2]

Phytoptus avellanae, l'Ériophyide du noisetier ou le Phytopte du noisetier, est une espèce d'acariens de la famille des Phytoptidae qui provoque une galle ronde sur les noisetiers, notamment le Noisetier commun, grossissant les bourgeons jusqu'à ce qu'ils atteignent 10 mm de diamètre. En plus de la forme galligène, il existe une forme vagabonde ayant un cycle de vie plus complexe et ne formant pas de galles. Du fait de son abondance, cette espèce peut provoquer des dégâts considérables sur la production de noisettes, particulièrement en Europe.

## L'acarien
Phytoptus avellanae est un acarien blanc qui mesurent 0,15 à 0,23 mm de long pour 0,035 à 0,045 mm de large et présente de nombreux tergites et sternites. Le corps des larves et de la femelle est cylindrique, alors que chez le mâle, il prend souvent la forme d'un fuseau en raison du développement de la glande sexuelle.

## Forme galligène

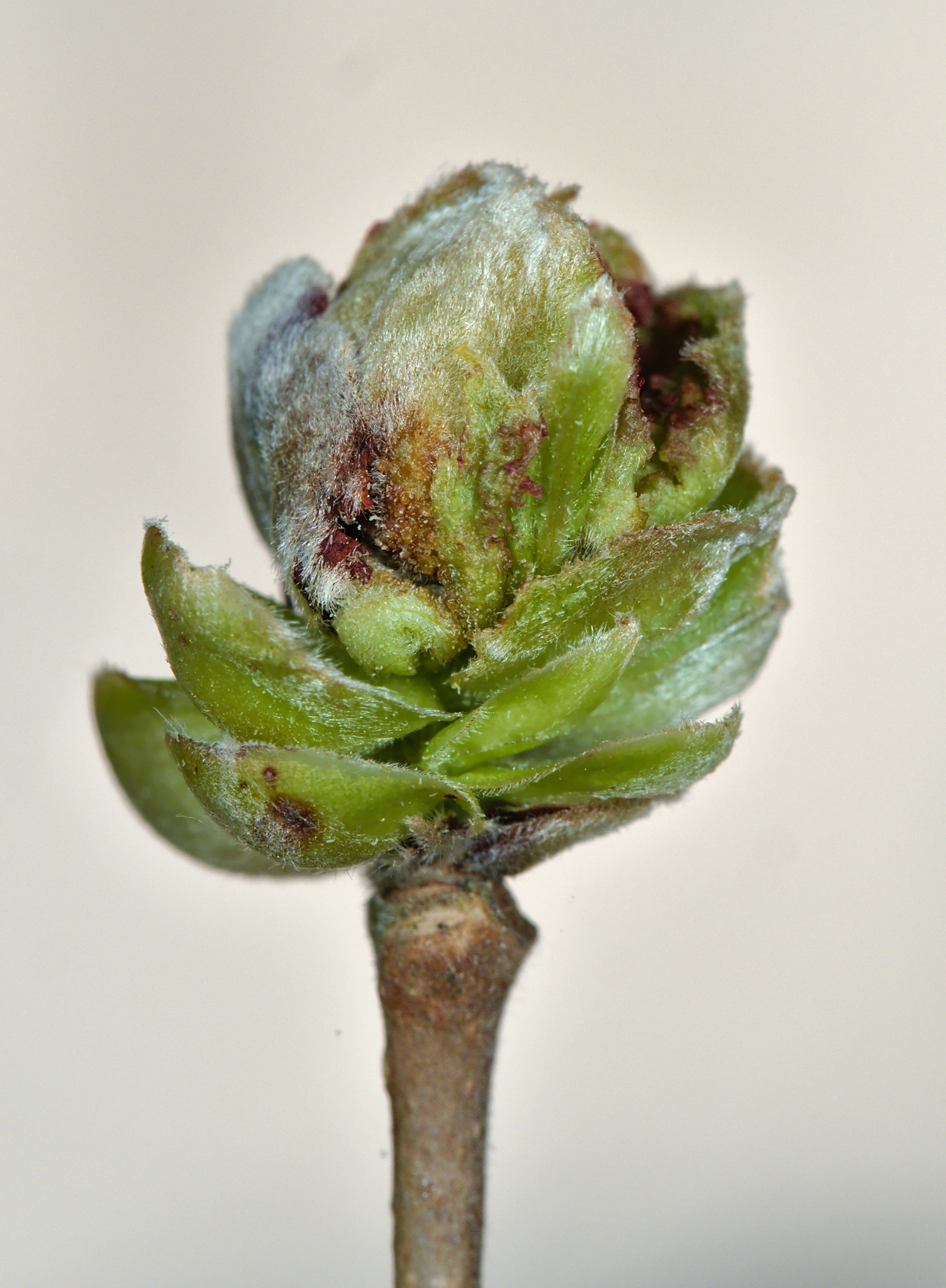
La structure velue et déformée du développement du bourgeon feuille feuille.

Phytoptus avellanae provoque une galle qui ressemble à un bourgeon boursouflé globuleux presque sphérique et légèrement ouvert, se développant à partir des bourgeons feuilles et fleurs femelles, le plus souvent sur des bourgeons axillaires. L'acarien inhibe la croissance du bourgeon dans sa longueur, ses écailles et les feuilles apparaissant en plus grand nombre. Elles sont épaissies, poilues et plus ou moins verruqueuses et prennent une forme de corolle due à la prolifération du mésophylle dans laquelle vit et se nourrit l'acarien. Elle atteint au maximum 10 mm de diamètre et apparaît vert clair au début et brunit en vieillissant. Une fois atteintes, les feuilles et les fleurs femelles ne se développent pas,,,.
Au début de l'automne, les Acariens migrent vers un jeune bourgeon ou un chaton mâle nouvellement formé, mais y restent inactifs entre les écailles. Au milieu de l'hiver, lors de la floraison, ils se nourrissent de la sève puis les femelles quittent leur logis pour rechercher de nouveaux bourgeons afin de s'y installer et y pondre leurs œufs. Les larves se développent et se transforment en adultes avant la fin du printemps, les galles étant rapidement abandonnées, séchant et tombant. Les jeunes adultes sont déjà présent en grand nombre dans les bourgeons foliaires nouvellement formés. La deuxième pousse estivale accueille de nouvelles déformations qui se distinguent généralement par leur taille plus importantes et leur couleur plus vertes par rapport aux déformations printanières. L'automne venu, les imagos cherchent à se loger dans les nouveaux bourgeons et chatons de l'année,,.
L'Acarien Cecidophyopsis vermiformis est une espèce proche qui se développe au sein même des galles de Phytoptus avellanae, en les déformant de façon qu'elles paraissent plus désordonnées et plus velues. Ce comportement est de l'inquilinisme,,,. 

Phytoptus avellanae, l'Ériophyide du noisetier
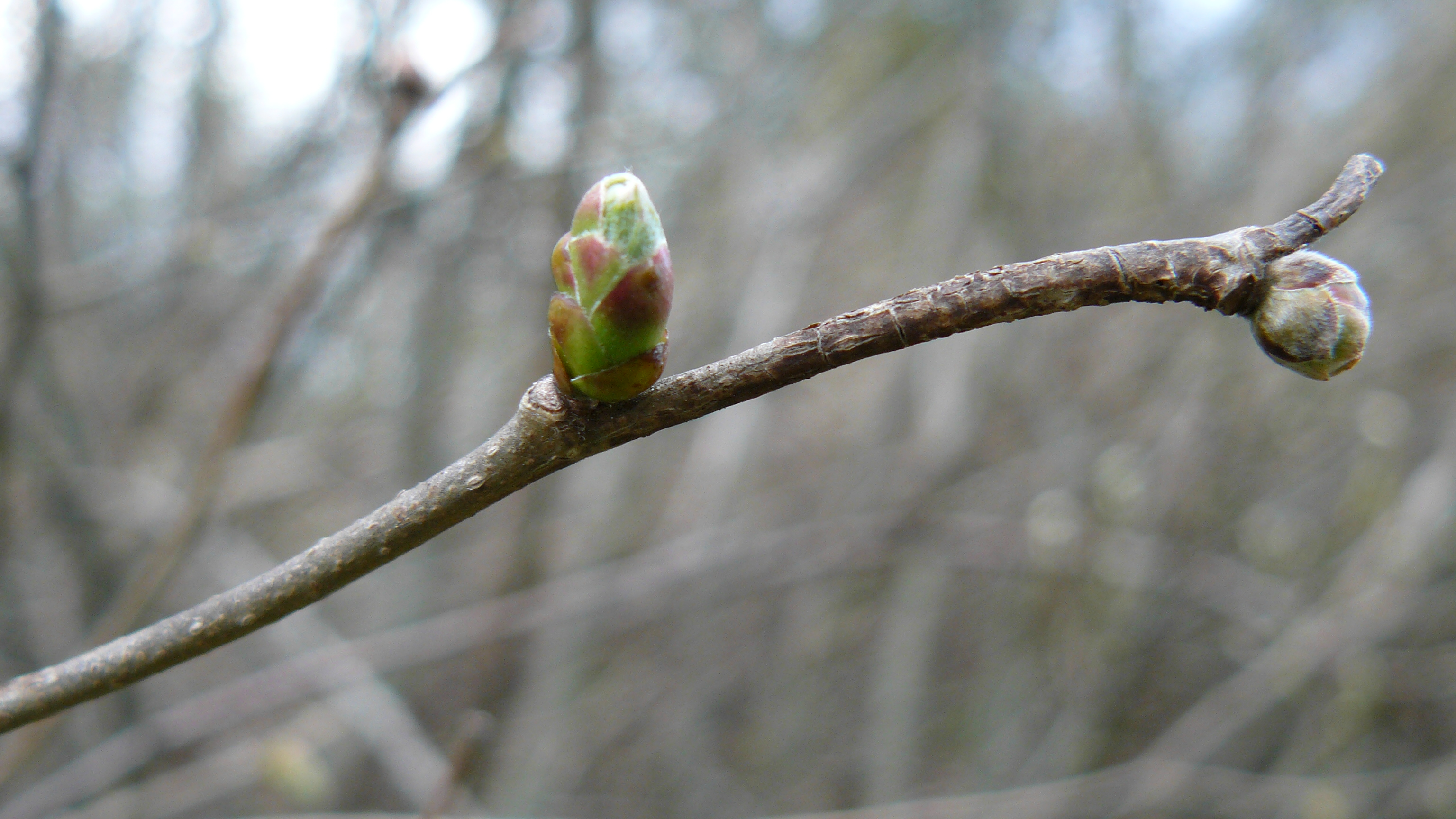
Bourgeons intacts de Noisetier
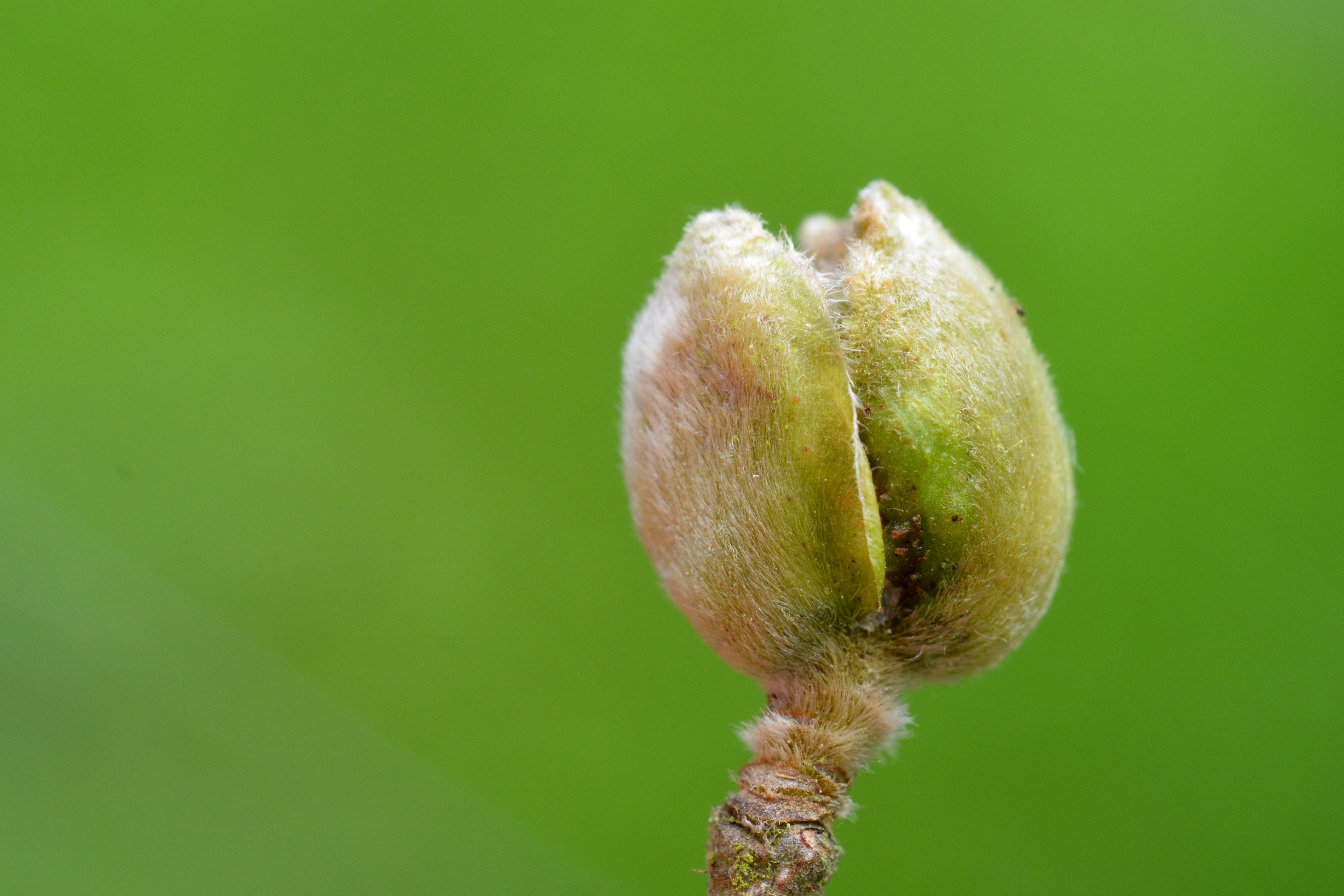
Galle
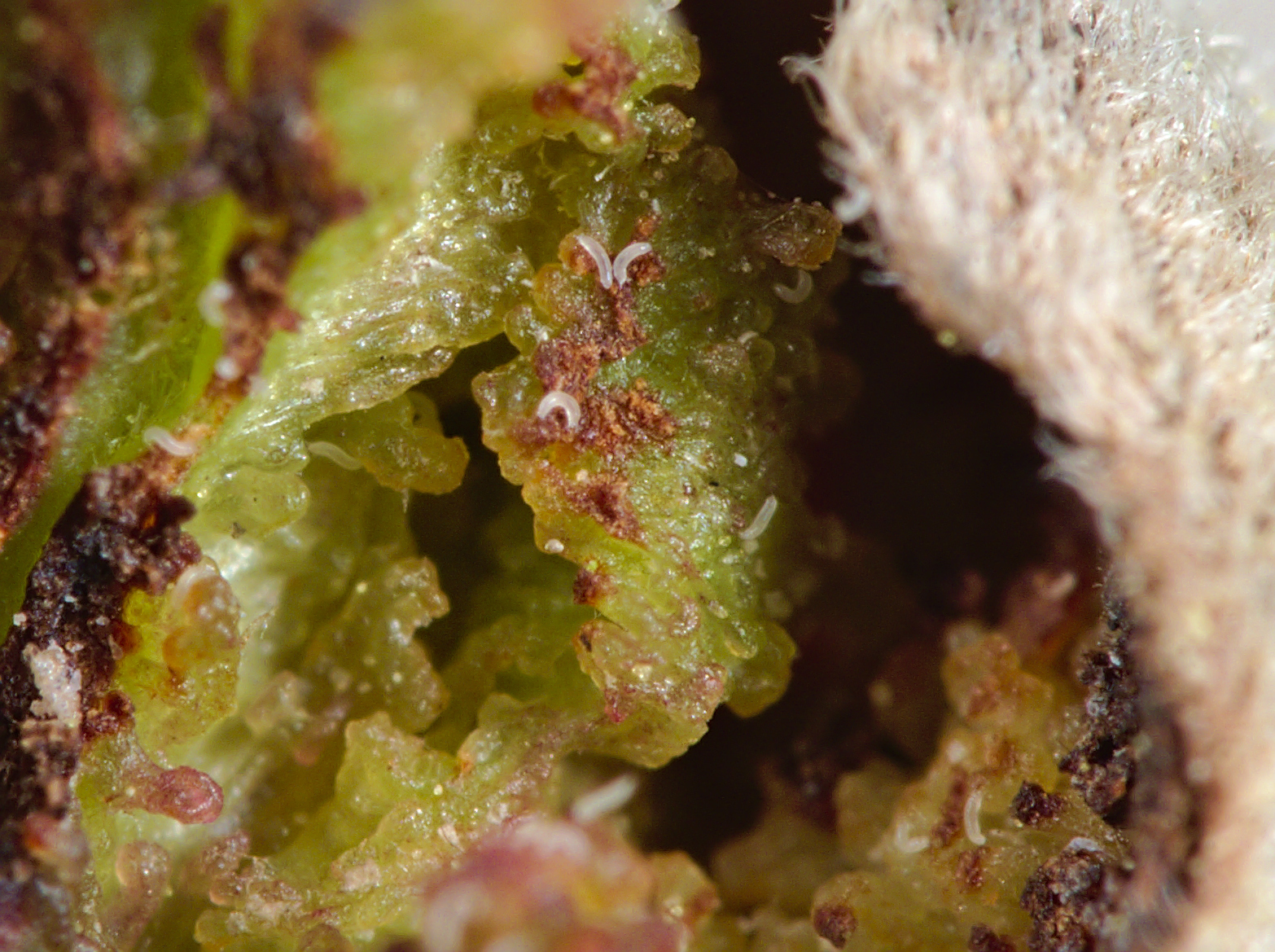
Vue interne de la galle
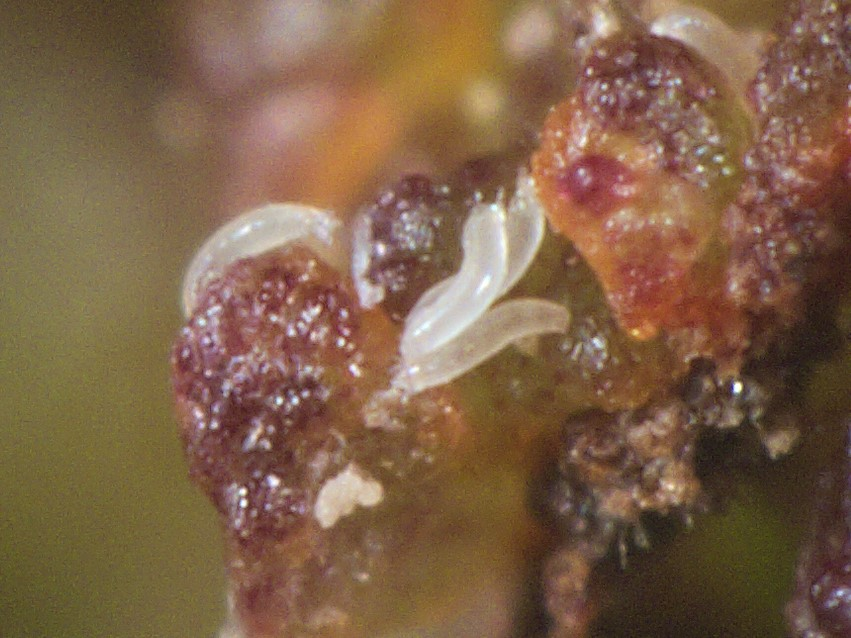
Acariens
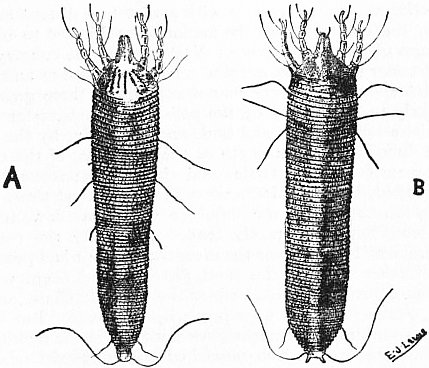
Cecidophyopsis ribis (A); P. avellanae (B)

## Forme vagabonde
La forme vagabonde de Phytoptus avellanae se nourrit non seulement des bourgeons, mais aussi des parties végétatives et génératives telles que les feuilles, les fleurs mâles et femelles et complète son cycle de vie même en l'absence de galles.

## Parasitoïdes
Un moucheron de la famille des Cécidomyies, Arthrocnodax coyligallarum, et une guêpe de la famille des Chalcididae, Aprostocetus eriophyes, sont des endoparasitoïdes de Phytoptus avellanae.

## Répartition
L'Ériophyide du noisetier, généralement commun sous sa forme galligène, est présent en Amérique du Nord, en Asie et Europe, principalement en Europe occidentale et centrale ainsi que le long de la côte méditerranéenne. En France, l'espèce est abondante sur l'ensemble du territoire métropolitain,.

## Impact parasitaire
L'Ériophyide du noisetier a pour hôte principal le Noisetier commun et dans une moindre mesure, le Noisetier de Lambert,, ainsi que le Noisetier d'Amérique et le Noisetier de Byzance.
Du fait de son abondance, ce ravageur peut provoquer d'importantes réductions des récoltes de noisettes,, d'autant plus que les bourgeons fleurs femelles semblent être préférentiellement envahis.